# (10559) Yukihisa
(10559) Yukihisa (1993 SJ1) – planetoida z grupy pasa głównego asteroid okrążająca Słońce w ciągu 3,4 lat w średniej odległości 2,26 j.a. Odkryta 16 września 1993 roku.